# Uklit Teerajantranon
Uklit Teerajantranon (thailändisch อุกฤษฏ์ ธีรจันทรานนท์, * 20. Dezember 1987) ist ein thailändischer Fußballspieler.

## Karriere
Uklit Teerajantranon stand die Saison 2014 beim PTT Rayong FC unter Vertrag. Wo er vorher gespielt hat, ist unbekannt. Der Verein aus Rayong spielte in der ersten Liga, der Thai Premier League. 2014 stand er für Rayong viermal zwischen den Pfosten. Am Ende der Saison musste er mit Rayong in die zweite Liga absteigen. Wo er von 2015 bis 2019 spielte, ist unbekannt. Die Saison 2020/21 stand er beim Drittligisten Thawi Watthana Samut Sakhon United FC unter Vertrag. Mit dem Verein spielte in der Western Region der Liga. Zur Saison 2021/22 wechselte er zum Erstligisten Samut Prakan City FC. Für den Verein aus Samut Prakan kam er in der ersten Liga nicht zum Einsatz.
Seit dem 1. Januar 2022 ist Uklit vertrags- und vereinslos.